# Ignacio Brex
Ignacio Brex (Buenos Aires, 26 de mayo de 1992) es un jugador de rugby argentino nacionalizado italiano. Actúa en la posición de centro, y su actual equipo es el Rugby Club Toulonnais del Top 14.
Aunque representó a la Argentina a nivel juvenil, forma parte de la selección de rugby de Italia desde 2021, habiendo disputado la Copa Mundial de Rugby de 2023 entre otros torneos internacionales.

## Trayectoria
Surgido del club San Cirano, se destacó en su etapa juvenil formando parte del seleccionado de Buenos Aires que ganó el Campeonato Argentino M19 2011. Al año siguiente fue designado por la Unión Argentina de Rugby para participar del PlaDAR. Gracias a ello fue convocado para disputar la Vodacom Cup 2013 con los Pampas XV.
Integró el plantel de Águilas 7 que disputó el World Club 7’s de 2014 en Inglaterra y el de Buenos Aires que ganó la Copa de Oro del Seven de la República de ese año. 
En febrero de 2016 se instaló en Italia con la propuesta de incorporarse al Rugby Viadana. Luego de una excelente campaña en la que su equipo ganó la Copa Italia y llegó hasta las semifinales del Campeonato Italiano de Rugby 2016-17, Brex fue fichado por la Benetton Rugby Treviso, por lo que pasó a jugar en el Pro 12.

## Selección nacional

### Argentina
Brex disputó el Campeonato Mundial de Rugby Juvenil 2012 con los Pumitas.
Posteriormente jugó con Pumas VII en seis fechas de las temporadas 2012-13 y 2013-14 de la Serie Mundial Masculina de Rugby 7 e integró el plantel que consiguió la medalla de oro en el torneo masculino de rugby 7 de los Juegos Suramericanos de 2014. Asimismo también formó parte de los Jaguares que disputaron la Nations Cup de 2013 y 2015, de los que se impusieron en el Americas Rugby Championship de 2013 y 2014, y de los que se consagraron campeones invictos de la Tbilisi Cup 2014.

### Italia
Tras adquirir la nacionalidad italiana, Brex fue convocado por la selección masculina de rugby 7 de Italia para disputar el Torneo Preolímpico Europeo Masculino de Rugby 7 2019.
Debutó el 6 de febrero de 2021 con la selección italiana en el Torneo de las Seis Naciones 2021 ante Francia. 
Brex disputó la Copa Mundial de Rugby de 2023.